# Ostra Vetere
Ostra Vetere ist eine italienische Gemeinde mit 3076 Einwohnern (Stand 31. Dezember 2023) in der Provinz Ancona, Region Marken.

## Geografie
Der Ort liegt 49 km von Ancona entfernt auf 250 m über dem Meeresspiegel. Das Gemeindegebiet umfasst 29,86 km². Schutzpatron des Ortes ist der heilige Giovanni Battista.
Die Nachbargemeinden sind Barbara, Castelleone di Suasa, Corinaldo, Montecarotto, Ostra und Serra de’ Conti.
Innerhalb des Gemeindegebiets gibt es zugelassenen Rebflächen zur Erzeugung des bekannten Weißweins Verdicchio dei Castelli di Jesi.

## Geschichte
Ostra Vetere trägt den heutigen Namen seit dem 19. März 1882 durch ein königliches Dekret. Früher hieß die Stadt Montenovo; der Name ist erstmals im 12. Jahrhundert nachweisbar.
Auf dem Gebiet der Gemeinde liegen die Ruinen der antiken römischen Stadt Ostra, deren archäologische Überreste derzeit untersucht werden.

## Kultur
- Der Geburtstag des Heiligen Pasquale Baylon am 17. Mai, zu dem viele Pilger erwartet werden, wird jedes Jahr durch Festlichkeiten begangen, die mit einem bewegenden Feuerwerk über der Stadt ihren Ausklang finden.
- Die Fiera de Giovanni Battista, ein Fest zu Ehren des Ortsheiligen wird am 24. Juni gefeiert.
- Das Museum „Maria Crocefissa Satellico“ im ehemaligen Kloster Santa Lucia der Clarissen ist auf Wunsch der Gemeinde und der Pfarrei Santa Maria entstanden. Es zeigt die Geschichte der Gemeinde Montenovo, dem heutigen Ostra Vetere. Das Museum wurde am 26. Januar 2008 eröffnet. Auch die kommunale Bibliothek ist dort untergebracht.

Sonnenaufgang über Ostra Vetere

## Söhne und Töchter der Stadt
- Giacomo Bini OFM (1938–2014), Generalminister des Franziskanerordens
- Giovanni Battista Ricci (1845–1929), Erzbischof von Ancona und Numana